# 종려나무 숲
종려나무 숲은 2005년에 개봉한 대한민국의 영화이다.
이 영화는 당초 KBS와 충무로가 손잡고 야심차게 만드는 5편의 영화에 속했지만 이경영(최 선장 역)이 KBS 심의규정 청소년 성보호법에 따라 2002년 8월 16일 이후 KBS 출연금지 연예인으로 분류되어 무산될 뻔 했으나 제작사 측이  고심 끝에 KBS의 투자를 반납한 이후 극장 상영으로 포맷이 변경되었으며 2005년 제9회 부천국제판타스틱영화제 폐막작으로 선정되었다.

## 줄거리
단 한번의 스침... 여자, 남자의 욕망으로 사랑이 다치다
젊고 능력있는 변호사 김인서(김민종 扮)는 대학의 특강요청으로 강릉행 버스에 오르는데, 문득 그를 쫓아온 여자, 최성주(이아현 扮)를 발견한다. 그녀는 엊저녁 그와 선을 본 당당하고 매력적인 커리어 우먼. 하지만 적극적인 성주에 대쉬에도 의외로 인서는 담담하기만 하고...오히려 겨울의 풍광처럼 우울한 얼굴로 자신의 묻어둔 사랑 이야기를 들려준다.
2년전, 특허권 업무차 거제도 조선소로 오게 된 인서. 그는 도착하던 날, 족구를 통해 노동자들과 친분을 쌓던 중, 조선소의 현장직 노동자, 트랜스포터 화연(김유미 扮)을 알게 된다. 인서는 거친 야생 속에 숨겨진 그녀의 때묻지 않은 순수와 매력에 강렬한 욕망을 느끼게 되고, 장난처럼 그녀에게 접근한다.
1년만 사귀자는 인서의 농담 같은 제안이 화연의 마음을 다치게 하고, 회식자리에서 화연은 감정을 주체 못해 만취하게 된다. 술에 취한 그녀를 바래다주게 된 인서. 화연을 등에 업고, 그녀의 집이 있는 공고지의 언덕을 힘겹게 오른다.
이국적인 종려나무가 산을 뒤덮고 있는 바닷가의 쓸쓸한 외딴집. 그곳에 외롭게 살고 있는 세 여인. 화연과 할머니, 그리고 중풍에 걸린 화연의 어머니. 할머니는 인서를 반갑게 맞아주고, 인서는 언덕을 가득 메운 종려나무 숲에 대해 묻는다. 돌아오지 않은 사랑을 기다리며 한없는 그리움으로 숲이 되어버린 종려나무. 종려나무 숲에 얽힌 세 여자의 비밀스럽고도 가슴 시린 이야기에 귀 기울이던 인서는 문득 화연을 향한 사랑으로 가슴이 먹먹해지기 시작한다.
하지만, 엄마나 할머니처럼 부질없는 사랑을 기다리며 살지는 않겠노라고, 종려나무 숲을 태워버리고 말거라는 증오에 찬 화연의 가슴은 인서를 받아들이지 않고, 결국 인서는 화연을 섬에 남겨두고, 도망치듯 서울로 향한다. 인서는 과연 화연을 잊을 수 있을까? '종려나무 숲'은 과연 그들의 진정한 사랑을 이뤄줄 수 있을까?

## 캐스팅
- 김민종 : 김인서 역
- 김유미 : 화연 / 정순 역
- 조은숙 : 봉애 역
- 김영기 : 상봉 역
- 이아현 : 최성주 역
- 이경영 : 최선장 역
- 석정만 : 인서 부 역
- 정영금 : 인서 모 역
- 고진명 : 사장 역
- 이기현 : 여비서 역
- 정경섭 : 남비서 역
- 고영춘 : 성주운전사 역
- 신현탁 : 꼽추 역
- 구본임 : 무당 역
- 백승철 : 작업반장 역
- 송대영 : 과장 역
- 김영범 : 이사 1 역
- 남기주 : 이사 2 역
- 유영복 : 이사 3 역
- 박광덕 : 갑판장 역
- 박정호 : 김항사 역
- 조상헌 : 선원 역
- 김규형 : 선원 역
- 서용찬 : 박 부장 역
- 김은서 : 어린 화연 역
- 홍석연 : 위원장 역
- 윤기도 : 신발가게주인 역
- 이영희 : 장터여자 역
- 박영 : 노인 1 역
- 문성기 : 노인 2 역
- 권해일 : 교수 역
- 김성태 : 설계실장 역
- 장용대 : 고속버스안사람들 역
- 조은정 : 고속버스안사람들 역
- 함규현 : 고속버스안사람들 역
- 이병혁 : 고속버스안사람들 역
- 전용길 : 고속버스안사람들 역
- 김영춘 : 택시기사 역

## 수상 & 후보
- 2004년 영화진흥위원회 시나리오 공모전 최우수상 수상
- 2006년 제42회 백상예술대상 영화부문 여자신인연기상 후보

## OST
| #   | 제목                                | 가수            | 재생 시간 |
| --- | ----------------------------------- | --------------- | --------- |
| 1.  | 〈Main Theme (백조의 노래 중)〉     | Various Artists |           |
| 2.  | 〈Title 좋은 사람 만나요〉          | 김민종          |           |
| 3.  | 〈첫키스〉                          | Various Artists |           |
| 4.  | 〈Main Theme (Piano solo)〉         | Various Artists |           |
| 5.  | 〈회상 1 (Piano solo)〉             | Various Artists |           |
| 6.  | 〈회상 2 (Violin solo)〉            | Various Artists |           |
| 7.  | 〈그대〉                            | 김민종          |           |
| 8.  | 〈공고지〉                          | Various Artists |           |
| 9.  | 〈불길한 예감〉                     | Various Artists |           |
| 10. | 〈봉애의 테마〉                     | Various Artists |           |
| 11. | 〈회상3 (Cello solo)〉              | Various Artists |           |
| 12. | 〈Goldilocks (러시아민요) 〉        | Various Artists |           |
| 13. | 〈지심도〉                          | Various Artists |           |
| 14. | 〈Love Letters〉                    | Julie London    |           |
| 15. | 〈기차는 8시에 떠나네 (그리스 곡)〉 | Various Artists |           |
| 16. | 〈종려나무 (Piano solo)〉           | Various Artists |           |
| 17. | 〈Final - epilogue〉                | Various Artists |           |